# Агутин, Александр Федорович
Александр Федорович Агутин (16 мая 1942 — 12 февраля 2016, Евпатория) — советский и украинский тренер по лёгкой атлетике. Заслуженный тренер Украины по легкой атлетике, Заслуженный работник физической культуры и спорта Автономной Республики Крым.

## Биография
Родился 16 мая 1942 года. Работал в Евпатории. В 2010 годы — тренер-преподаватель отделения легкой атлетики Евпаторийской ДЮСШ № 2, главный тренер отделения легкой атлетики ДЮСШ ФСО «Украина».
За время деятельности им подготовлено свыше сорока чемпионов и призёров УССР и Украины, шесть чемпионов и призёров чемпионатов СССР, семь мастеров спорта Украины и пять мастеров спорта международного класса.
Его ученики это: Еремкин В., Довгань В., Соколов С., Сапетченко В., Михальченко И., Коваль И., Баранов Д., Мякущенко Ю., Свижевский В., Р. Перестюк.
Четверо его воспитанников — мастера спорта международного класса, участники Олимпийских игр:
- Евгений Волков (Мюнхен, 1972),
- Анатолий Решетняк (Москва, 1980),
- Яна Мануйлова (Атланта, 1996),
- Ирина Михальченко (Сидней, 2000, Афины, 2004).

Умер 12 февраля 2016 года в Евпатории на 74-м году жизни.

## Награды
- Занесён на городскую Доску почета Евпатории (2001),
- Почетная грамота Совета министров Автономной Республики Крым (2004),
- Премия С. Э. Дувана в области физической культуры и спорта (2005),
- Почетная грамота Президиума Верховного Совета Автономной Республики Крым (2007),
- Благодарностью Постоянного представителя Президента Украины в Автономной Республике Крым (2008)[2].

## Память
В память о тренере Крымской Республиканской федерацией легкой атлетики проводится Открытый Республиканский турнир по легкой атлетике и открытое первенство г. Евпатории среди юношей и девушек памяти Заслуженного тренера Украины А. Ф. Агутина.